# Nephrochytrium appendiculatum
Nephrochytrium appendiculatum är en svampart som beskrevs av Karling 1938. Nephrochytrium appendiculatum ingår i släktet Nephrochytrium och familjen Endochytriaceae. Inga underarter finns listade i Catalogue of Life.